# Equipe alemã na Copa Davis
A equipe alemã na Copa Davis representa a Alemanha na Copa Davis, principal competição de tênis masculina por equipes do mundo. É administrada pela Deutscher Tennis Bund EV.
Conquistou três títulos, sendo dois como Alemanha Ocidental, sendo que a associação esportiva foi a mesma, antes e depois da unificação. A Alemanha Oriental nunca participou da Davis.

## Última convocação
Pelo Grupo Mundial I, contra a Bósnia e Herzegovina, em setembro de 2023.
- Daniel Altmaier
- Yannick Hanfmann
- Kevin Krawietz
- Maximilian Marterer
- Tim Pütz